# Балх (посёлок)
Балх — посёлок городского типа в Хатлонской области Таджикистана, центр района Джалолиддина Балхи. Расположен в 4 км от одноимённой железнодорожной станции.
С XVIII века был известен как кишлак Тугаланг. 20 декабря 1934 года переименован в Кагановичабад (в честь Л. М. Кагановича). Статус посёлка городского типа получил в 1954 году. В 1957 году переименован в Колхозабад (тадж. Колхозобод), а 16 февраля 2017 года — в Балх.
По данным БСЭ, в посёлке имелись хлопкоочистительный и пивоваренный заводы. В 1968 году была построена районная больница.
В 2020 году к посёлку присоединены территории сёл Ёш-Ленинчи, Тимошенко, Галаба и частично села Гагарина, Истгохи Киров, Максима Горького и Ленинград дехота Халевард.

## Население
| 1959 | 1970 | 1979   | 1989   | 2013   | 2015   | 2019   | 2020   | 2021   | 2022   |
| ---- | ---- | ------ | ------ | ------ | ------ | ------ | ------ | ------ | ------ |
| 5336 | 9382 | 10 808 | 13 354 | 16 900 | 17 500 | 18 700 | 19 000 | 19 100 | 19 800 |